# Sbarrato

Scudo sbarrato

Sbarrato è un termine utilizzato in araldica per indicare un campo, o pezza, ripieno di sbarre, accollate, ma in numero pari, i cui colori si alternano. Se di sei pezzi non occorre blasonarne il numero. Se i pezzi sono due si usa il termine tagliato.
Per lo sbarrato di almeno 10 pezzi taluni araldisti preferiscono il termine traversato.

Sbarrato di rosso e d'argento (Schelklingen, Germania)
Sbarrato d'argento e di rosso (Mombaruzzo)
Sbarrato d'oro e di rosso (Siano)
Sbarrato d'oro e d'azzurro di 4 pezzi (Gränichen, Svizzera)
Sbarrato d'argento e di porpora di 4 pezzi (stemma di Burgos, Sassari)
Partito: il 1º sbarrato d'oro e d'azzurro di otto pezzi; il 2º bandato d'argento e di rosso di otto pezzi (Beux, Francia)